# Ortona
Ortona é uma comuna italiana da região dos Abruzos, província de Chieti, com cerca de 21.804 habitantes. Estende-se por uma área de 70 km², tendo uma densidade populacional de 311 hab/km². Faz fronteira com Crecchio, Francavilla al Mare, Frisa, Miglianico, San Vito Chietino, Tollo.

## Demografia
| Variação demográfica do município entre 1861 e 2011                               |
|                                                                                   |
| Fonte: Istituto Nazionale di Statistica (ISTAT) - Elaboração gráfica da Wikipedia |